# Mainfähre Sulzfeld am Main

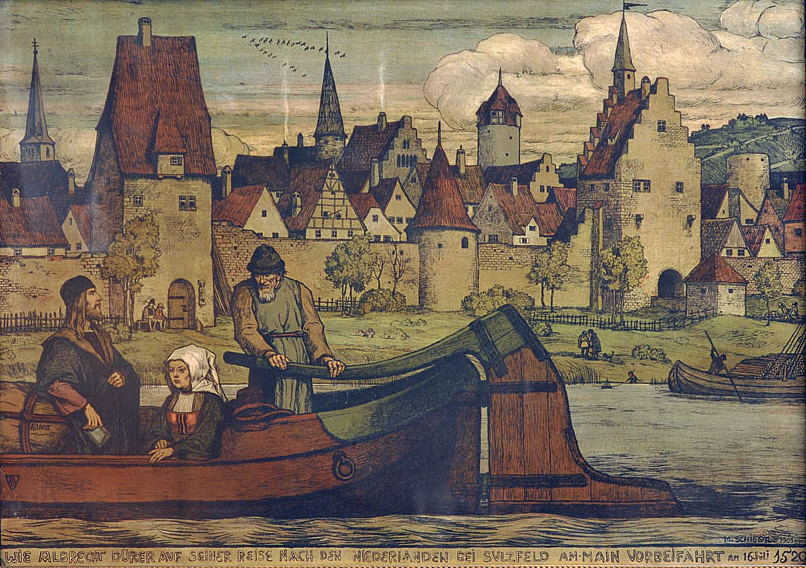
Die Mainfähre auf einer fantasievollen, künstlerischen Darstellung von Matthäus Schiestl

Die ehemalige Mainfähre Sulzfeld am Main war eine Schelchfähre auf dem Main. Sie verkehrte zwischen Sulzfeld am Main und der Gemarkung von Marktsteft im heutigen Landkreis Kitzingen. Die Fähre wurde in der zweiten Hälfte des 20. Jahrhunderts aufgegeben.

## Geschichte
Erstmals Erwähnung fand die Mainfähre bereits im 14. Jahrhundert. Wahrscheinlich war die zuvor hier befindliche Furt in eine Fähre umgewandelt worden, weil der Verkehr an dieser Stelle zunahm. Im 14. Jahrhundert bestand bereits ein halbes Fährrecht für Sulzfeld, die sogenannte „Schelchfahr“. Der Begriff nimmt Bezug auf die Größe des einzusetzenden Fährschiffs. Die Fähre im gegenüberliegenden Marktsteft hatte dagegen das volle Fährrecht erhalten.
Im Jahr 1521 erbaten die Sulzfelder bei Kaiser Karl V. die Erteilung des vollen Fährrechts und der Errichtung einer sogenannten Schiffbrücke. Diese Schiffbrücke sollte allerdings nur bei Bedarf eingesetzt werden, weil die Marktstefter Fähre weiterhin die meisten Überfahrten leisteten. Im Jahr 1558 wurde das Sulzfelder Fährrecht nochmals erweitert, nun konnten auch Handelsgüter befördert werden. Dieses Recht wurde 1580 durch Kaiser Rudolf II. bestätigt.
Obwohl beide Fähren zwischen Sulzfeld und Marktsteft nun gleichwertige Rechte besaßen, konnte die Marktstefter Anlage die meisten Überfahrten verbuchen. Deshalb ging das im 16. Jahrhundert erkämpfte Fährrecht der Sulzfelder bald ein. Lediglich ein Schelch wurde für die Beförderung einzelner Personen eingesetzt. Während der gesamten Frühen Neuzeit übernahm die Marktstefter Fähre die Überfahrt der Handelsgüter auch für die Sulzfelder.
Mit dem Aufkommen anderer Verkehrsmittel und insbesondere der Errichtung von Mainbrücken im 20. Jahrhundert gerieten die Fähren zu Zuschussbetrieben. So musste auch die Gemeinde Marktsteft jährlich große Geldmengen aufwenden, um die Fähre weiterhin zu finanzieren. Im Jahr 1955 übernahm deshalb die Gemeinde Sulzfeld am Main den Betrieb. Der Kitzinger Kreistag genehmigte die Verlegung der Anlage auf die Sulzfelder Gemarkung. Noch 1961 bestand die Fähre und wurde in der zweiten Hälfte des 20. Jahrhunderts endgültig aufgegeben.